# Stipa iberica
Stipa iberica är en gräsart som beskrevs av Jan Otakar Martinovský. Stipa iberica ingår i släktet fjädergrässläktet, och familjen gräs. Inga underarter finns listade i Catalogue of Life.